# Комаровичский сельсовет
Комаровичский сельсовет — административная единица на территории Петриковского района Гомельской области Республики Беларусь. Административный центр — агрогородок Комаровичи.

## Состав
Комаровичский сельсовет включает 6 населённых пунктов:
- Белый Переезд — деревня
- Бобрик — деревня
- Борки — деревня
- Замостье — деревня
- Комаровичи — агрогородок
- Фастовичи — деревня